# World Karate and Kickboxing Commission
Die World Karate and Kickboxing Commission (WKC) gehört seit 2009 zu den größten Amateur-Verbänden im Kickboxen. Die Organisation hat ihren Hauptsitz in Ontario, Kanada und wird von Michael Bernado und John Douvris geleitet.

## Geschichte
Die WKC bildete sich 2007 nach verschiedenen Veränderungen in der World Karate and Kickboxing Association (WKA). Bei den ersten Weltmeisterschaften in Spanien 2009, nahmen über 1300 Teilnehmer an den Wettkämpfen teil. Zu den stärksten und bekanntesten Sportlern des Verbandes gehören, mehrfache Weltmeister sowie Gewinner der US-Open und den Irish-Open, Robbie Lavoie (Kanada), Ross Levine (USA), Jadi Tention (USA), Tressa Young (Kanada), Shane Lynch (Irland) und Lisa Ann-Gore (England). Deutsche Weltmeister gab es bei der WKC 2013 mit Rebecca Knapp in Italien bei den Formen und Nikolai Dumke 2016 in Irland im Pointfighting.
Der Verband hat sich ausschließlich auf die Tatami-Disziplinen des Kickboxens, also dem Leichtkontakt, Formen-Bereich und Pointfighting spezialisiert. Im Pointfighting und den Formen-Wettbewerben ist die WKC einer der führenden Organisationen. Bei der Weltmeisterschaft 2016 in Dublin, Irland wurden dabei über 1600 Einzelstarts gezählt. Die WKC veranstaltet neben den Weltmeisterschaften auch einige internationale Groß-Turniere.
Die Vereinigung wurde schon häufig für ihre Alters- und Gewichtsklassen ausgezeichnet. Insbesondere der Kinder- und Jugendbereich ist seit 2013 verbessert worden, so dass andere Verbände deren Strukturen übernommen haben. Die WKC ist ein reiner Amateur-Verband und auch die deutsche Unterorganisation ist seit 2013 als gemeinnützige Organisation eingetragen. 25 % der Gesamteinnahmen gehen alleine in Deutschland in die Jugendförderung. Von November 2013 bis März 2018 führte der zweifache Weltmeister Tobias Horn als Präsident die WKC in Deutschland. Mit den Trainern Ralf Kleff und Pierre Polini gewann das KWON-Juniorenteam 2018 mehrere Titel bei internationalen World-Cups der WAKO. Den deutschen Verband führen derzeit Joannis Kirillu und Winfried Raithel.

## Weltmeister

### Pointfighting
- Jadi Tention (USA)
- Dean Barry (Irland)
- Ian Hollett (England)
- Dave Heffernan (Irland)
- Robbie Lavoie (Kanada)
- Ross Levine (USA)
- Andy Merricks (USA)
- Tom Roberts (Kanada)
- Oscar Gouzman (Guatemala)
- Jesus Ortega (Mexiko)
- Robert Cardenas (Venezuela)
- Nikolai Dumke (Deutschland)